# Duvel Moortgat

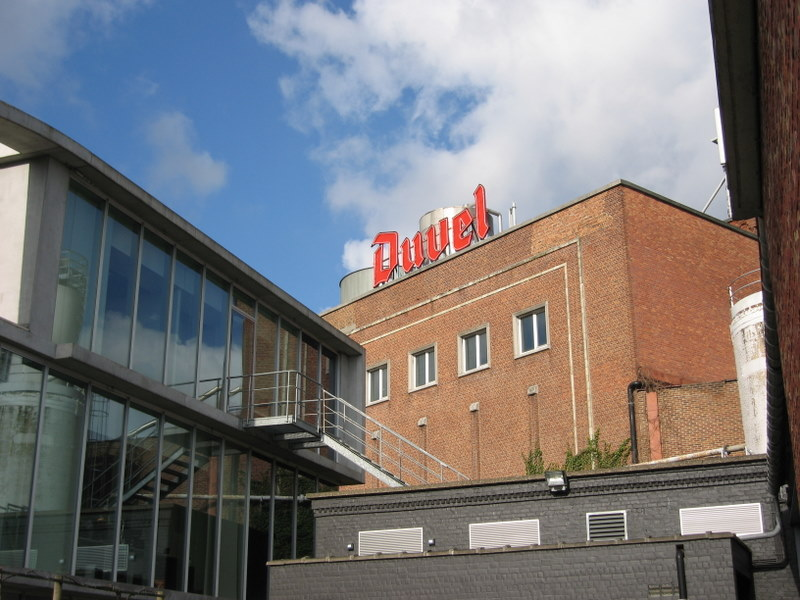
Brauerei Duvel Moortgat

Duvel Moortgat ist eine belgische Brauerei in Breendonk, einem Ortsteil der Gemeinde Puurs-Sint-Amands in der Provinz Antwerpen. Die Brauerei ist Mitglied der Gesellschaft Belgian Family Brewers.

## Geschichte

### Familiendynastie

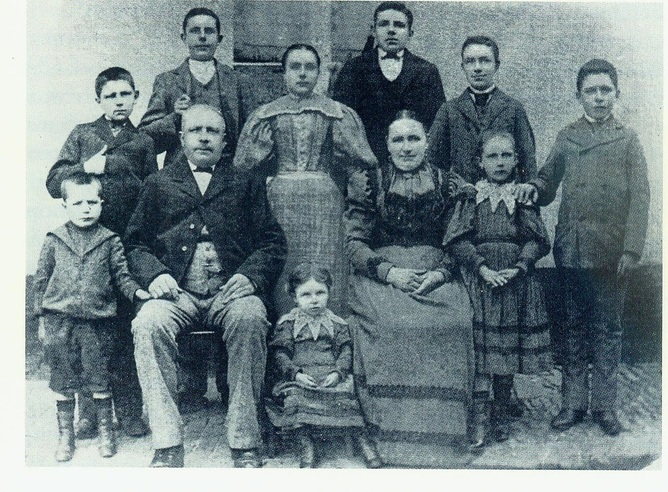
Familie Moortgat, 1895

- Jan Leonardus Moortgat (1841–1920)
  - Joseph Moortgat (1875–1914)
  - Victor Moortgat (1882–1974)
    - Emile Moortgat (1917–1993)
    - Leon Moortgat (1918–1992)
      - Philippe
      - Bernard
      - Michel Moortgat

  - Albert Moortgat (1890–1983)
    - Gabriëlla Moortgat (1924–2012)
    - Marcel Moortgat (1927–1986)
    - Bert Moortgat (1931–2011)

## Übernahme anderer Brauereien
- Brasserie d’Achouffe, Belgien
- Brouwerij De Koninck, Belgien
- Brouwerij Liefmans, Belgien
- Bernard, Tschechien
- Brewery Ommegang, Vereinigte Staaten
- Boulevard Brewing Company, Vereinigte Staaten[1]
- Brouwerij 't IJ, Niederlande (2015)[2]
- Birrificio del Ducato, Italien (2018)[3]

## Biermarken

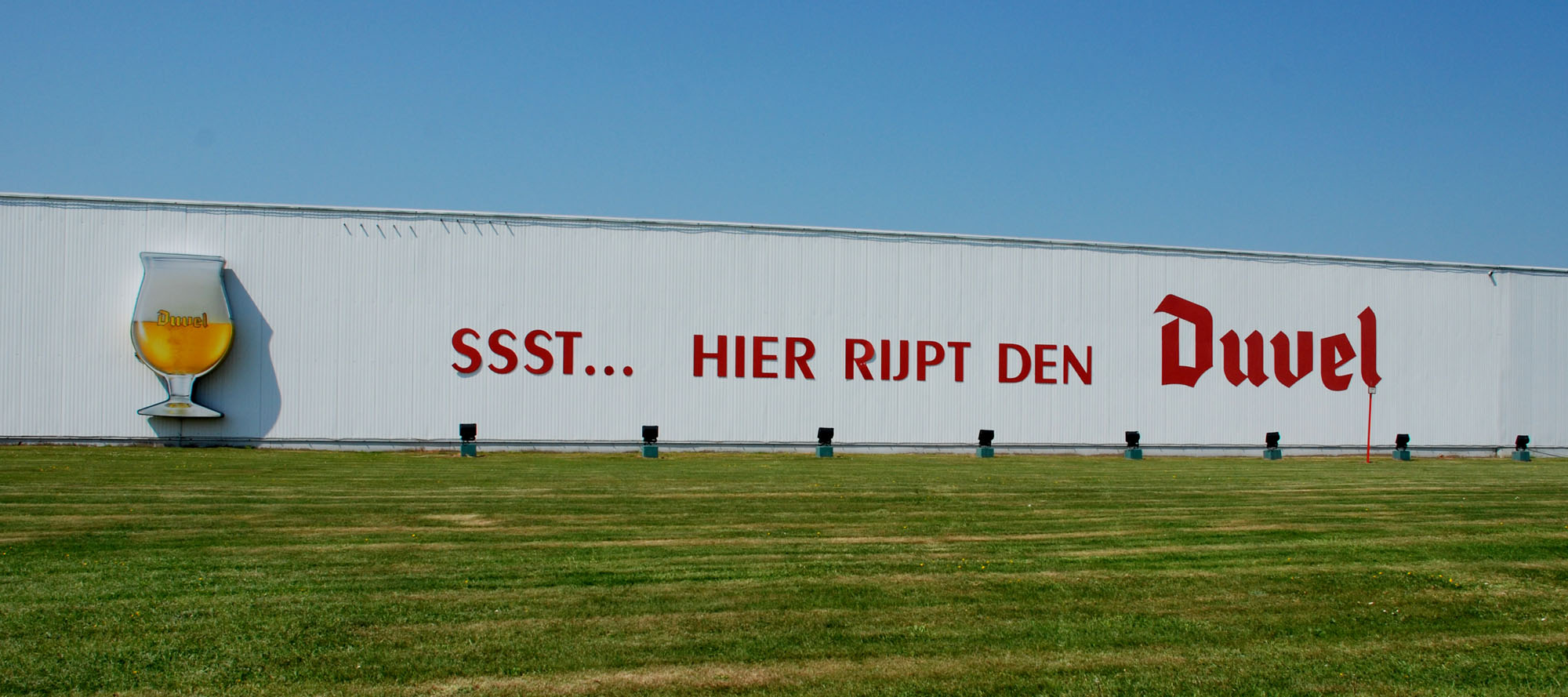
Teilansicht der Brauerei

- Duvel (8,5 %)
- Duvel Green (7 %)
- Duvel Tripel Hop (9,5 %)
- Duvel 6,66 (6,66 %)
- Vedett Extra Blond (5,2 %)
- Vedett Extra White (4,7 %)
- Bel Pils (5 %)
- Maredsous 6 (6 %)
- Maredsous 8 (8 %)
- Maredsous 10 (10 %)

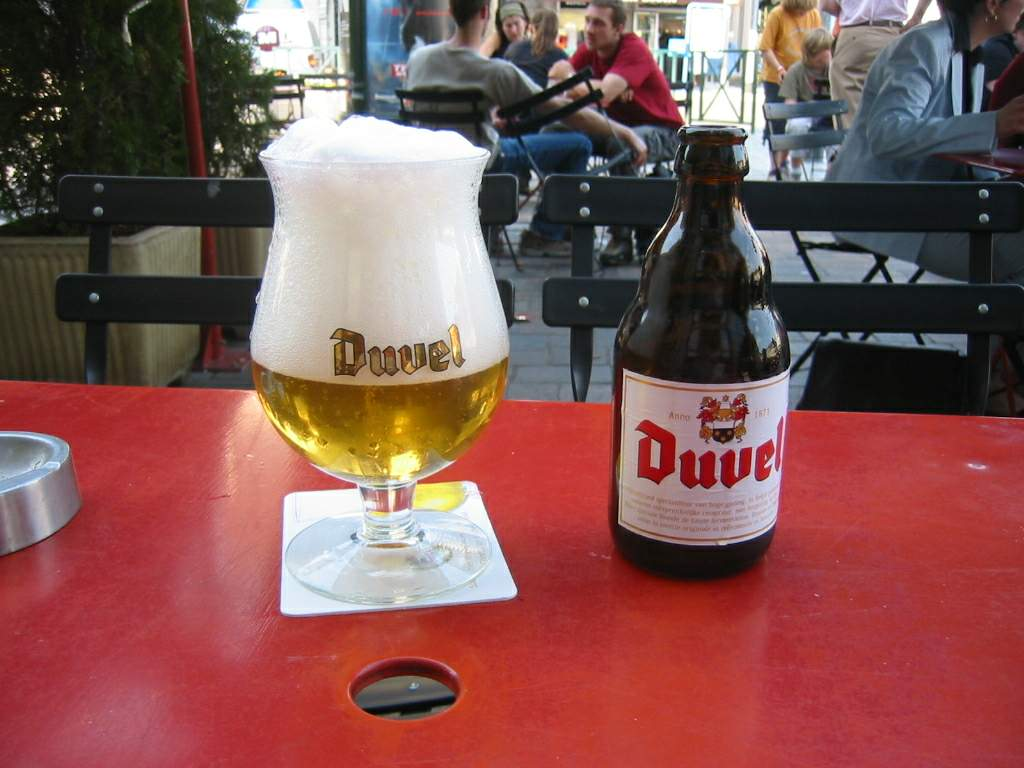
Duvel
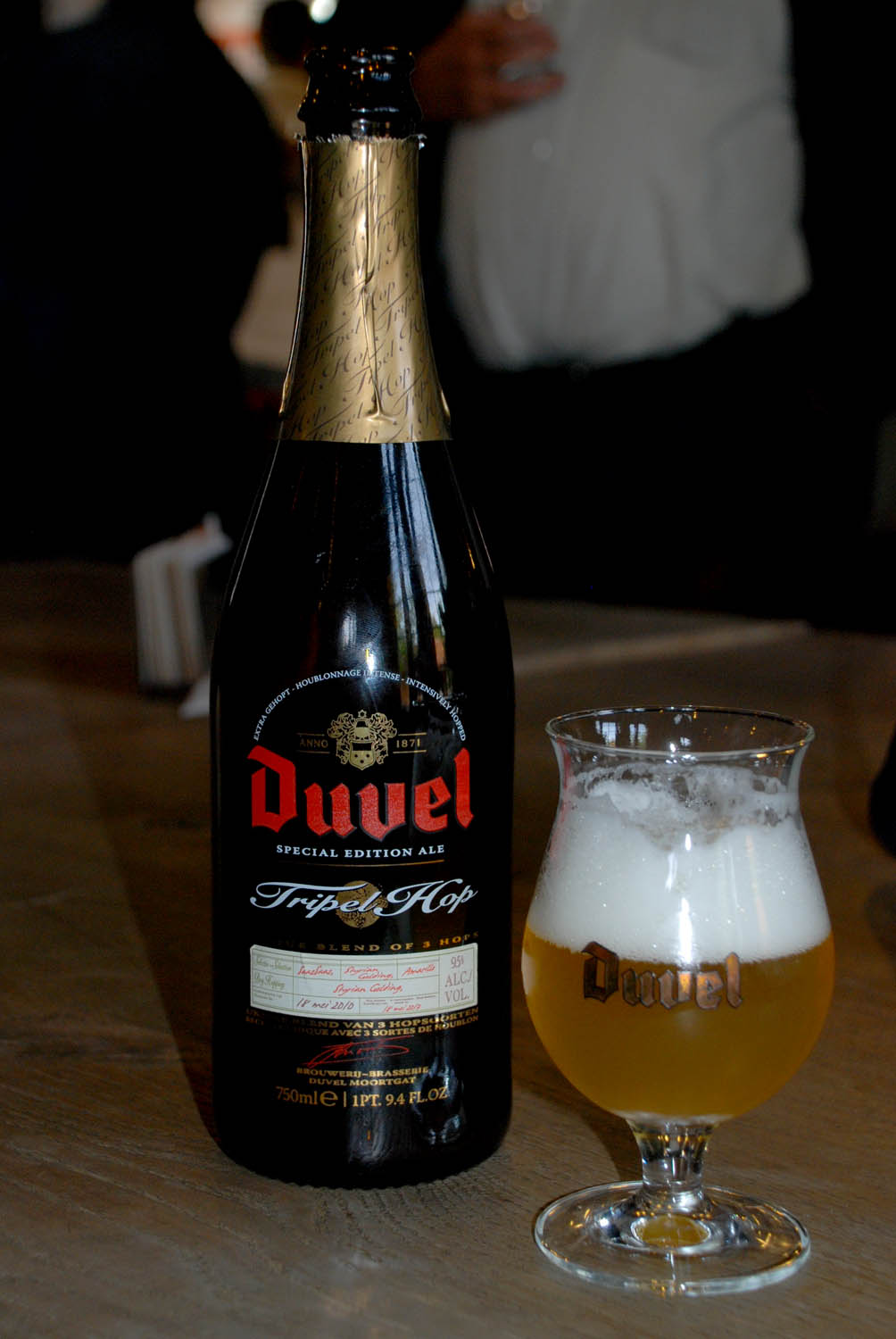
Duvel Tripel
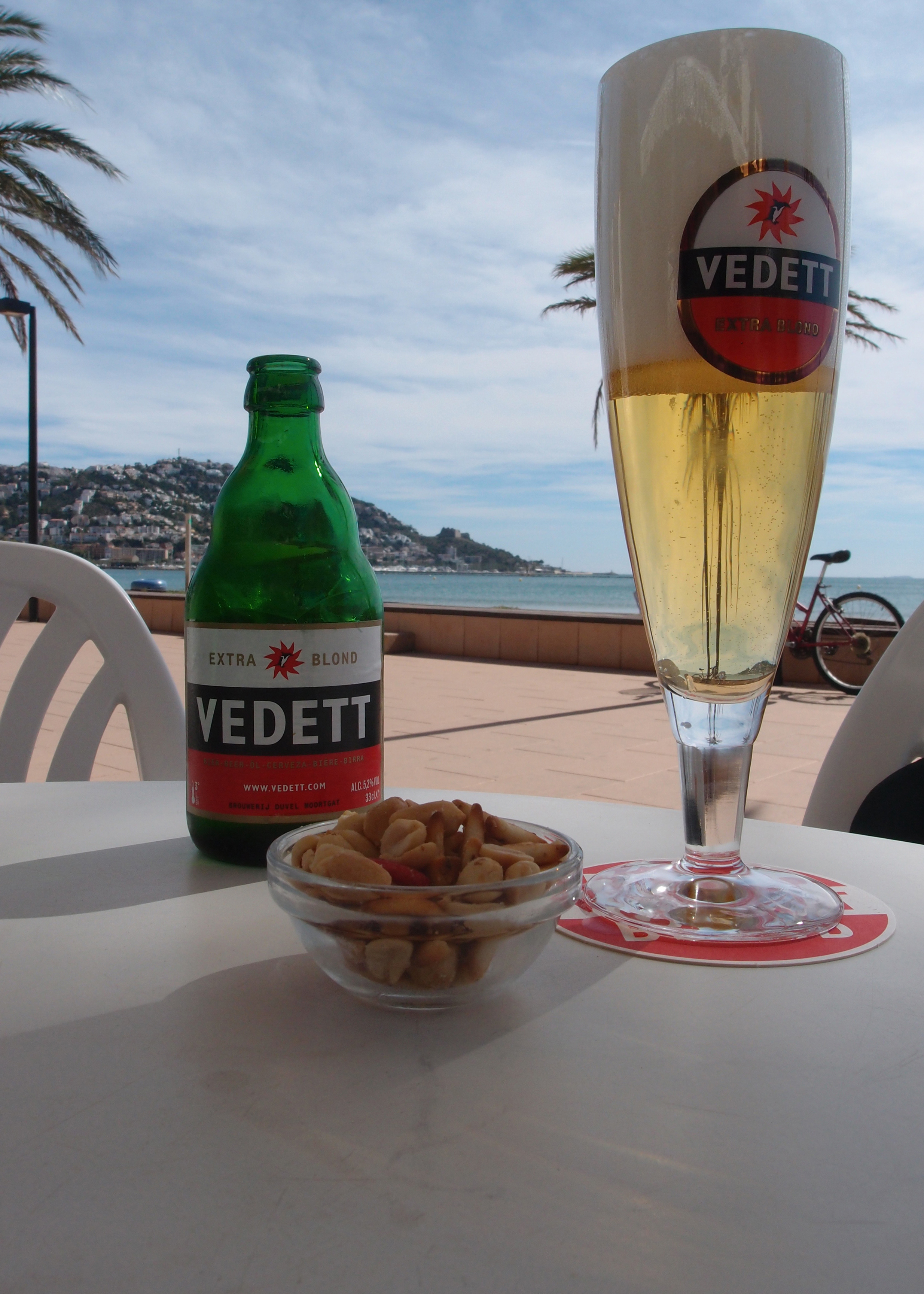
Vedett Blond
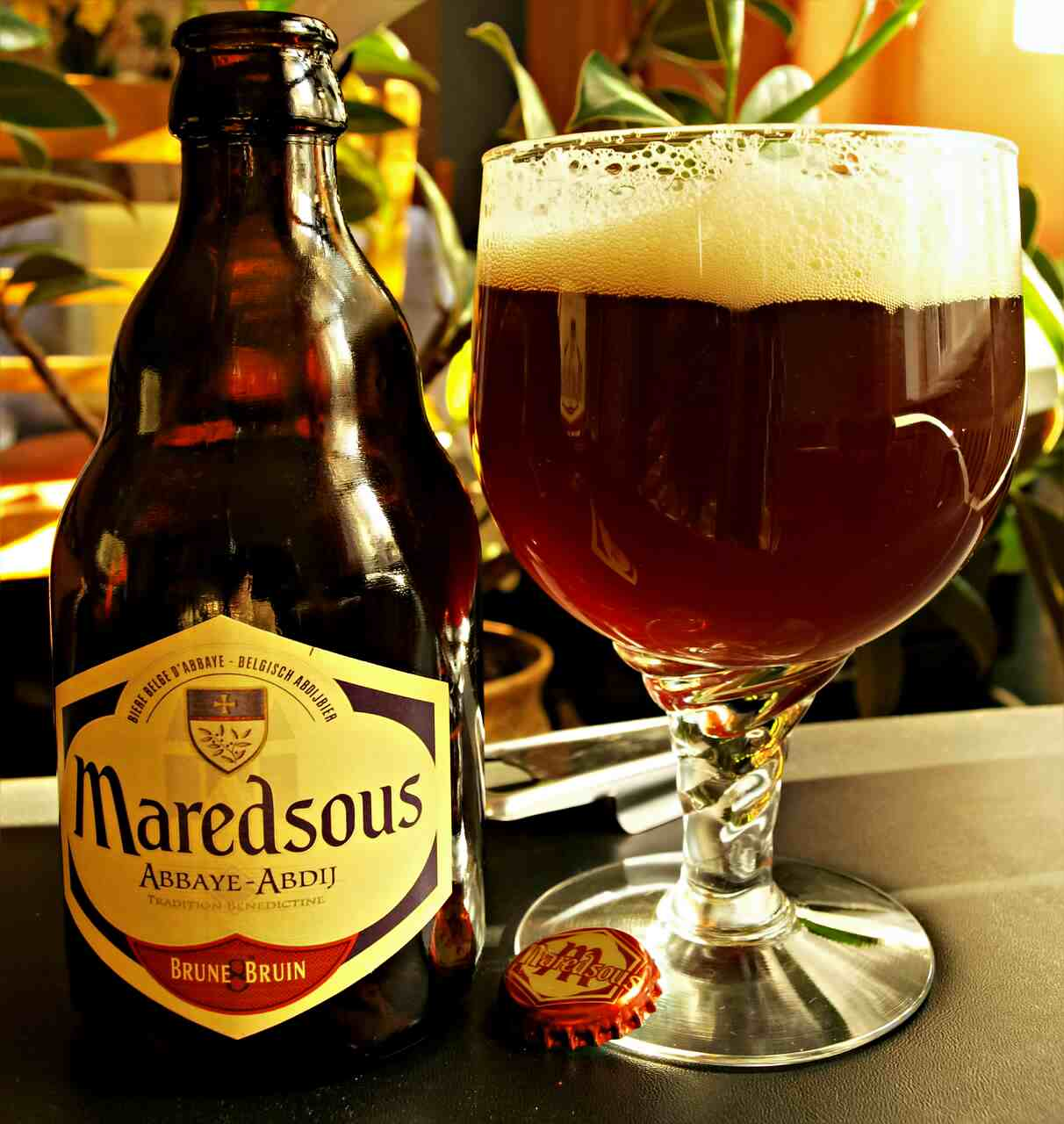
Maredsous Brune